# Irene Pieper
Irene Pieper (* 1967) ist eine deutsche Germanistin, Didaktikerin und Hochschullehrerin.

## Leben
Sie studierte Germanistik, evangelische Theologie und Anglistik an der Universität des Saarlandes, der Universität Heidelberg und der University of Edinburgh (1. Staatsexamen Lehramt an Gymnasien in Heidelberg 1994/1995). Nach der Promotion in der Neueren Deutschen Literaturwissenschaft bei Helmuth Kiesel an der Universität Heidelberg 1998 war sie von 2007 bis 2020 Professorin für Literaturwissenschaft und Literaturdidaktik am Institut für deutsche Sprache und Literatur an der Universität Hildesheim. Seit 2020 ist sie Professorin für Didaktik der deutschen Literatur an der FU Berlin.
Ihre Arbeitsschwerpunkte sind literarische Kompetenz und ihr Erwerb, Metaphernverstehen, Gegenstandskonstitution im Deutschunterricht, Kommunikation im Literaturunterricht, Leseforschung und Lesedidaktik, Profession und Deutschunterricht und Lese- und Literarische Sozialisation.

## Schriften (Auswahl)
- Modernes Welttheater. Untersuchungen zum Welttheatermotiv zwischen Katastrophen-erfahrung und Welt-Anschauungssuche bei Walter Benjamin, Karl Kraus, Hugo von Hofmannsthal und Else Lasker-Schüler. Berlin 2000, ISBN 3-428-10077-8.
- mit Cornelia Rosebrock, Steffen Volz und Heike Wirthwein: Lesesozialisation in schriftfernen Lebenswelten: Lektüre und Mediengebrauch von HauptschülerInnen. Weinheim 2004, ISBN 3-7799-1353-4.
- mit Jean-Claude Beacco, Daniel Coste, Helmut Linneweber-Lammerskitten, Piet-Hein van de Ven und Helmut Johannes Vollmer: The place of the languages of schooling in the curricula. 2015.
- mit Ursula Bredel: Integrative Deutschdidaktik. Paderborn 2015, ISBN 3-8252-4101-7.